# Луис Соарес
 Луис Карлос Алмада Соарес, популярен като Платини, е бивш футболист от Кабо Верде. Играе като полузащитник. Притежава и португалско гражданство.

## Клубна кариера
Юноша е на Спортинг (Прая), като сключва договор с първия отбор през 2006 г. През 2008 г. се мести в Португалия и подписва с тима на Академика (Коимбра), но е преотстъпван за по един сезон на по-нискоразредните Тоуризензе и Сертанензе. През 2010 г. преминава във втородивизионния Санта Клара. Там остава три сезона, като след първия се налага като титуляр и записва общо 80 мача и 10 гола. След като договорът му изтича, той се мести в кипърския Омония (Никозия), където играе в 29 мача и бележи 3 гола.
През юли 2014 г. е привлечен със свободен трансфер от ЦСКА, където се изявява основно като ляво крило. Общо през сезона записва 24 участия за първенство и 1 за купата на страната, като бележи веднъж (срещу Хасково на 9 ноември 2014 г.) и дава 4 асистенции. Прекратява договора си с отбора през лятото на 2015 г.
Следващата спирка в кариерата му е египетският отбор Ал Итихад, където, въпреки че се разписва при дебюта си, се задържа само до края на годината, участвайки в пет срещи и давайки още и две асистенции. В началото на януари 2016 г. Платини напуска, след като заявява, че не му е плащано от пет месеца, и заиграва за Диба Ал-Хисн, състазаващ се във второто ниво на футбола в ОАЕ. След като се задържа там сезон и половина, през лятото на 2017 г. се мести в румънския първодизвизионен Политехника (Яш). Той изкарва успешен сезон, записвайки 33 мача със 7 гола и 3 асистенции в първенството, както и три мача за купата на страната. Изявите му са харесани от иранския елитен отбор Санат Нафт и той бива купен срещу 50 000 евро през лятото на 2018. Само два месеца по-късно обаче Платини разтрогва договора си и се връща в Политехника. Там той се състезава още три сезона, през които записва 10 гола и 14 асистенции в общо 81 мача за първенство и 5 за купата на страната.

## Кариера на национално ниво
Платини дебютира за националния тим на Кабо Верде на 6 септември 2012 г. в мач от квалификациите за световното първенство през 2014 г. срещу Тунис, загубен с 1:2. Общо изиграва 27 срещи, в които бележи едно попадение – при дебюта на отбора му в турнира за Купата на африканските нации през 2013 г. срещу Мароко, който завършва при резултат 1:1.